# Fauve Bastiaenssen
Fauve Bastiaenssen (Ranst, 25 juni 2004) is een Belgisch wielrenster.

## Carrière
In haar jeugd was Bastiaenssen vooral actief in het basketbal waar ze speelde bij BC Sint-Katelijne-Waver waarmee ze in de eerste klasse speelde. In 2014 nam ze deel aan de Olympische Jeugdzomerspelen waar ze deelnam in het 3×3-basketbal. Toen ze 21 was maakte ze definitief de switch naar het veldrijden.
In 2023 maakte Bastiaenssen de overstap naar Lotto Dstny en verlegde ze haar focus grotendeels naar het wegwielrennen. Dat jaar nam ze deel aan onder meer de Amstel Gold Race, de Waalse Pijl en Luik-Bastenaken-Luik. Haar debuut in de Ronde van Frankrijk maakte ze in 2024. Na twee seizoenen bij de ploeg maakte Bastiaenssen in 2025 de overstap naar AG Insurance-Soudal.

## Resultaten in voornaamste wedstrijden
| Jaar | Ronde van Italië | Ronde van Frankrijk | Ronde van Spanje |
| ---- | ---------------- | ------------------- | ---------------- |
| 2023 |                  |                     |                  |
| 2024 |                  | 110e                | 101e             |
| 2025 |                  |                     |                  |

| Jaar | Ronde van Vlaanderen | Parijs-Roubaix | Luik-Bast.‑Luik |
| 2023 |                      |                | opgave          |
| 2024 | 25e                  |                | 102e            |
| 2025 |                      | 88e            |                 |

## Ploegen
- 2023 –  Lotto Dstny Ladies
- 2024 –  Lotto Dstny Ladies
- 2025 –  AG Insurance-Soudal Team

Aintila · Bastiaenssen · Burlová · De Clercq · Docx · Egtoft Jensen · Geurts · Gielkens · van de Guchte · Hendrickx · Nicolaes · Van de Paar · Sap · Sigmund · Vervloet
Aintila · Arens · Bastiaenssen · Boels · De Clercq · De Keersmaeker · Docx · Gielkens · Greve · van de Guchte · Hendrickx · de Jong · Nicolaes · Scott · Vervloet · van Wersch
Bastiaenssen · Benito · Bentveld · Borgström · Bossuyt (vanaf 14/6) · Castrique · De Schepper · Ghekiere · Gigante · Goossens · Le Court · Louw · Manly · Masetti · Moolman-Pasio · Pluimers · Steigenga · Van de Velde · Verhulst-Wild · Žigart